# نادي ديكاداها
ديكاداها إف سي هو نادي كرة قدم صومالي مقره في مقديشو، الصومال. حتى عام 2013 كانوا يلعبون تحت اسم نادي بورتس إف سي.

## الإنجازات
- الدوري الصومالي : 5

1998، 2007، 2017، 2018، 2019.
- كأس الصومال : 2

2002، 2004.
- كأس السوبر الصومالي : 2

2018، 2019.

## الأداء في مسابقات الاتحاد الإفريقي لكرة القدم
- دوري أبطال إفريقيا : ظهورين

2020 – الدور التمهيدي
2024 - الدور التمهيدي
- كأس الكونفدرالية الأفريقية : 0 مشاركة

## روابط خارجية
- الملف الشخصي للفريق – leballonrond.fr